# Q Public License
Q Public License (QPL) je necopyleftová licence vytvořená společností Trolltech pro svobodné vydání toolkitu a frameworku Qt. Pro Qt byla používána do verze 3.0, zatímco verze 4.0 byla vydána pod licencí GNU General Public License (GPL) verze 2 Nadace pro svobodný software (FSF).
QPL nevyhovuje podmínkám Debian Free Software Guidelines, které používá několik Linuxových distribucí, i když splňuje podmínky definice svobodného softwaru nadace FSF; je však nekompatibilní s licencí GPL, což znamená, že produkty odvozené z kód pod GPL i QPL nelze dále šířit.

## Historie
KDE, desktopové prostředí pro Linux, je založeno na Qt. Licence QPL se vztahovala pouze na bezplatnou verzi Qt s otevřeným zdrojovým kódem; komerční verze, která je funkčně rovnocenná, podléhá licenci pay-per-use a nemohla být volně šířena. Nadace pro svobodný software a autoři licence GPL vznesli námitky proti použití licence QPL, protože se jednalo o necopyleftovou licenci nekompatibilní s licencí GPL. S rostoucí popularitou prostředí KDE komunita svobodného softwaru naléhala na společnost Trolltech, aby Qt licencovala pod licencí GPL a zajistila tak, že zůstane navždy svobodným softwarem a budou jej moci používat a rozvíjet komerční třetí strany. Společnost Trolltech pod tlakem nakonec svobodnou verzi Qt 2.2 vydala pod dvojí licencí GPL a QPL.

## Přijetí
Mezi další projekty, které převzaly Q Public License, někdy se změnou doložky o volbě jurisdikce, patří:
- LibreSource je univerzální platforma pro spolupráci poskytovaná společností artenum určená pro společný vývoj softwaru
- Jpgraph je nástroj pro generování grafů napsaný v PHP, který dynamicky vytváří grafy a digramy jako obrazové soubory pro prezentace na webových stránkách.
- Emulátor Hercules, softwarová implementace architektury sálových počítačů System/370, ESA/390 a z/Architecture. 1. ledna 2024 Jay Maynard ohlásil návrh na změnu licence emulátoru Hercules pod Licence MIT od 1. července 2024,[4] ale tento návrh byl zamítnut, protože neměl jednomyslný souhlas všech držitelů autorských práv.
- Grafický editor Tgif přešel z nekomerční licence na Q Public License.

Mezi projekty, které používaly Q Public License patří:
- OCaml překladač a související nástroje z Projet Cristal v INRIA. Od dubna 2016[5] je OCaml kromě linkeru uvolněn pod GNU Lesser General Public License verze 2.1.
- Knihovna CGAL (Computational Geometry Algorithms Library) do verze 3.x. Od verze 4.0 (vydané v březnu 2012) přešla pod GNU General Public License (GPL) a GNU Lesser General Public License (LGPL).

Projekt Debian odmítá software pokrytý výhradně licencí QPL (který není duálně licencovaný s jinou licencí podobnou GPL) kvůli:
- doložce o volbě práva
- nucené distribuci třetím stranám
- vynucené plošné licenci pro původního vývojáře

## Dodržování
Všechny právní spory o licenci mají být mimosoudně vypořádány v norském Oslo, ale licence QPL nebyla nikdy právně napadena.